# 生意気 (曲)
「生意気」（なまいき）は、中山美穂の2枚目のシングル。1985年10月1日にキングレコードからリリースされた（後年になり、キングレコードが発表する資料には9月21日発売と表記されているが、それは誤り）。規格品番は、EP: K07S-10051、CDS: KIDS-91。
表題曲はデビューシングル「C」に引き続き、作詞を松本隆、作曲は筒美京平が手掛けている。

## 収録曲
1. 生意気
作詞: 松本隆 / 作曲: 筒美京平 / 編曲: 船山基紀
2. 「U」
作詞: 岩里祐穂 / 作曲: 岩里未央 / 編曲: 萩田光雄

## 収録アルバム
生意気
- AFTER SCHOOL
- VIRGIN FLIGHT '86 中山美穂ファースト・コンサート
- COLLECTION
- Complete SINGLES BOX
- 中山美穂 パーフェクト・ベスト
- 30th Anniversary THE PERFECT SINGLES BOX
- All Time Best

「U」
- AFTER SCHOOL
- Complete SINGLES BOX
- 30th Anniversary THE PERFECT SINGLES BOX